# トヨタ紡織九州
トヨタ紡織九州株式会社（トヨタぼうしょくきゅうしゅう、英: Toyota Boshoku Kyushu Corporation）とは、自動車部品のメーカー。本社は佐賀県神埼市に所在。1991年8月にアラコの子会社として設立。

## 沿革
- 1991年 - アラコ九州として設立[1]。
- 2000年 - 100%出資子会社「アラコ九州相知」を設立[1]。
- 2002年 - 寧波亜楽克汽車部件有限公司（中国寧波市）へ出資[1]。
- 2003年 - 本社工場第2工場完成[1]。
- 2005年 - トヨタ紡織九州と社名変更、宮田工場設立・操業開始[1]。
- 2010年 - 子会社のアラコ九州相知は、TBソーテック九州に商号を変更[3]。

## 国内生産拠点
- 本社工場 - 佐賀県神埼市神埼町[1]
- 宮田工場 - 福岡県宮若市下有木[1]

## 関係会社
- トヨタ紡織 - 愛知県刈谷市[4]
- TBソーテック九州（旧・アラコ九州相知） - 佐賀県唐津市[4]
- 寧波亜楽克汽車部件 - 中国浙江省寧波市[4]